# Хариопольская епархия
Хариопо́льская епа́рхия (греч. Επισκοπή Χαριουπόλεως) — одна из исторических епархий Константинопольской православной церкви с центром в городе Хариополисе (ныне Хайраболу) в Восточной Фракии; ныне титулярная.

## История
Хариопольская епархия впервые упоминается в связи с тем, что епископ Хариопольский Феофилакт в 787 году принял участие во Втором Никейском Соборе. В 869 году епископ Косма принял участие в четвёртом Константинопольском Соборе. В дальнейшем кафедра упоминается лишь только в Notitiae Episcopatuum Константинопольского патриархата в начале X века, как епископия в подчинении Ираклейской митрополии.
Живший в XI веке епископ Михаил известен благодаря своей печати; судя по украшению, он, возможно, ранее был членом духовенства собора Святой Софии в Константинополе.
В 1305 или 1306 году безымянный епископ Хариопольский присутствовал на Соборе, созванном Константинопольским патриархом Афанасием I, чтобы осудить Иоанна Дримиса.
В 1344 году византийский император Иоанн VI Кантакузин сделал Хариополис своей резиденцией, при нём турки в качестве наёмных воинов были приглашены в Восточную Фракию, где начали селиться и безжалостно грабить греческих крестьян, превратив сельскохозяйственные угодья между крепостями в «скифскую пустыню», о чём писал и сам император.
В 1347 году Императорская простагма официально возобновила подчинение Хариопольской епископии митрополиту Гераклейскому, место епископа, по-видимому, оставалось вакантным с начала Византийской гражданской войны 1341—1347 годов. В 1351 году местный епископ, чье имя не записано, участвовал в Синоде против Варлаама Калабрийского при патриархе Константинопольском Каллисте I I.
Хариополис был завоёван османским принцем Сулейманом-пашой где-то между 1354 и 1362 годами. В результате османского завоевания к концу XIV века Хариопольская епископия стала титулярной и полностью исчезла в XV веке.
С XIX века титул епископа Хариопольского присваивается викарным епископам Константинопольского патриархата.

## Епископы
В 1810-е епископом Хариопольским упоминается Виссарион. Позднее титул носили ряд иерархов Константинопольского патриархата: Дорофей (Прасинос) (с 3 декабря 1855 по 11 января 1862), Геннадий (Сотириадис) (с 1 октября 1867 по 26 ноября 1894), Герман (Каравангелис) (с 25 февраль 1896 по 21 октября 1900), Филофей (Михаилидис) (с 15 февраля 1903 по 11 марта 1908), Константин (Асимиадис) (с 6 апреля 1908 по 10 января 1912), Геннадий (Зисиадис) (с 11 апреля 1926 по 25 июля 1939), Емилиан (Лалусис) (с 6 ноября 1960 по 27 августа 1992), Иоанн (Реннето) (с 15 марта 2015 по 30 августа 2019) и Варфоломей (Анастасиадис) (с 21 ноября 2021 по 17 июля 2024).